# Слуцкий, Леонид Викторович
Леони́д Ви́кторович Слу́цкий (род. 4 мая 1971, Волгоград) — российский футбольный тренер, главный тренер китайского клуба «Шанхай Шэньхуа». Заслуженный тренер России (2013). Кандидат педагогических наук.
В молодости непродолжительное время был футболистом, играл на позиции вратаря. В 2009—2016 годах являлся главным тренером ЦСКА, с которым трижды выиграл чемпионат России (2013, 2014, 2016), дважды Кубок России (2011, 2013) и Суперкубок России (2013, 2014). В 2015—2016 годах был также главным тренером сборной России. Имеет опыт работы футбольным комментатором.

## Биография

### Личная жизнь
Отец Виктор Борисович Слуцкий (?—1978), мастер спорта по боксу, умер, когда Леониду было 6 лет. Мать Людмила Николаевна (род. 1948) — воспитательница, впоследствии заведующая детским садом. Есть единоутробный брат Дмитрий. Бывшая жена — Ирина (пара развелась в 2018 году). Сын — Дмитрий (род. 2005), рэп-исполнитель, который выступает под псевдонимом LeWeight.

### Школа имени Слуцкого
11 декабря 2016 года спортивное общество ЦСКА открыло в Волгограде футбольную школу имени Слуцкого. О своём негативном отношении к этому заявили председатель волгоградской федерации футбола Рохус Шох, посол чемпионата мира по футболу 2018 года Александр Никитин и директор волгоградского колледжа олимпийского резерва Валерий Таможенников. С начала 2018 года школа перестала находиться под эгидой ЦСКА, а затем с сезона 2018/19 стала частью школы ФК «Ротор». По мнению Слуцкого, после этого объединения, школа очень сильно потеряла в методическом качестве, деятельность руководства не способствовала воспитанию футболистов высокого уровня. Тренировки должны были вестись по устаревшим федеральным стандартам, команды всех возрастов выступали под брендом «Ротор» без упоминания имени Леонида Слуцкого при том, что сам Слуцкий нёс значительные финансовые расходы на академию, воспитанникам школы предоставлялось недостаточно тренировочного времени на полях академии. В итоге тренер заявил о строительстве собственного стадиона для своей школы вместе с Алексеем и Василием Березуцкими. В октябре 2019 года Слуцкий озвучил аналогичные претензии к руководству клуба, назвал руководство дебилами. Позднее в интернете появилась фотография обращения, где председатель общественного совета при областном комитете физкультуры и спорта просит Российский футбольный союз дать оценку таким высказываниям. РФС не стали применять к тренеру никаких мер.

### Телевидение
В юности участвовал в КВН и выступал за команду «Третьи сыновья» из Волгограда: в одном из выступлений он исполнил песню, подражая Сыщику из мультфильма «По следам бременских музыкантов». В 2006 году принимал участие в юмористическом шоу «Хорошие шутки».
В финале Премьер-Лиги КВН 2013 года помог «Сборной МФЮА» (Волгоград/Москва) одержать победу, выйдя на сцену и поучаствовав в нескольких номерах, в том числе, исполнив танец соперников этой команды — «Молодёжной сборной». В полуфинале Высшей лиги КВН 2014 года принял участие в «СТЭМе со звездой», где сыграл роль тренера любительского клуба из Долгопрудного в выступлении местной «Сборной Физтеха». Был членом жюри в игре 1/8 финала Высшей лиги КВН 2016 года. В первой игре сезона Высшей лиги КВН 2018 года выступил за команду «Сборная Великобритании» из Лондона: в приветствии он сыграл самого себя в миниатюре за барной стойкой.
22 мая 2016 года возглавил сборную знатоков игры «Что? Где? Когда?», состоявшую из членов сборной России по футболу: Игоря Акинфеева, братьев Березуцких, Артёма Дзюбы и Олега Иванова. Игра проводилась в преддверии первенства Европы по футболу 2016 года. Сборная одержала победу со счётом 6:4.
19 апреля 2017 года дебютировал в роли спортивного комментатора, освещая в паре с Нобелем Арустамяном матч четвертьфинала Лиги чемпионов «Барселона» — «Ювентус» на «Матч ТВ». В марте 2018 работал одним из двух комментаторов на матчах сборной России с Бразилией и Францией на Первом канале.
С 14 по 18 июня 2018 года комментировал матчи чемпионата мира в России на Первом канале. В предпоследний день работы на телевидении, во время трансляции матча, произнёс фамилию российского оппозиционного лидера Алексея Навального, которая на федеральных каналах была под негласным запретом, что могло стать вероятной причиной прекращения сотрудничества.
С 5 марта 2023 года ведёт программу «На футболе» совместно с Денисом Казанским на Первом канале. Однако с назначением на позицию главного тренера в китайский Шанхай Шэньхуа участие в программе пришлось прекратить.

## Карьера игрока
Футболом Леонид Слуцкий занимался с третьего класса в футбольной школе на стадионе «Спартак». После окончания школы поступил в Волгоградский государственный институт физической культуры и одновременно начал играть на позиции вратаря в только что созданной команде «Звезда» из Городища, но, сыграв всего 13 матчей, получил бытовую травму, после чего не смог вернуться в большой футбол. Вот как он сам описывает свою травму газете «Советский спорт»:

Собирался на тренировку. Зашла соседка. У неё был домашний кот, она его случайно выпустила, он сразу же залез на тополь. Попросила за ним слазить. Я в жизни никогда на деревья не лазил, но не мог никому отказывать… И сейчас, кстати, это один из недостатков — очень трудно сказать «нет», а близким вообще невозможно… Вот и полез с замиранием сердца. Потом мне сказали, что у тополя осенью очень хрупкие ветки. Хотя я был тогда худенький, не то, что сейчас… кабан. Ветка обломилась, схватился за верхнюю — тоже обломилась, и полетел на асфальт — с высоты третьего этажа. Приземлился на колено и потом ударился лицом. Диагноз был такой: открытый многооскольчатый перелом левого надколенника, перелом носа, сотрясение мозга. Травма была тогда несовместима с футболом. Год провёл в больнице. Мне говорили, что нога вообще не будет гнуться. Я начал долго и мучительно разрабатывать сустав. И даже пытался вернуться в футбол, но не получилось — выше КФК вряд ли смог бы играть.

## Карьера тренера

### «Олимпия» (Волгоград)
Закончив Волгоградский государственный институт физической культуры с красным дипломом, поступил в аспирантуру. Окончил аспирантуру, все кандидатские минимумы сдал на «отлично». Впоследствии, в 2009 году, защитил диссертацию по теме «Управление физической подготовкой футболистов на основе контроля соревновательной двигательной деятельности». В 1993 году, в 22 года, начал тренерскую карьеру, занимаясь с группой 12-летних футболистов при волгоградской «Олимпии». В этой команде он вырастил таких известных футболистов, как Роман Адамов, Денис Колодин, Виталий Казанцев, Андрей Бочков, Максим Бурченко, Алексей Жданов и Василий Чернов. В 1999 году клуб занял первое место в зоне «Юг» Первенства КФК, четвёртое — на финальном турнире в Пскове и выиграл Кубок России среди КФК. «Олимпия» добилась права выступать во втором дивизионе.
3 июля 2000 года во время матча Второго дивизиона «Светотехника» (Саранск) — «Олимпия» (3:2) ударил допустившего ряд серьёзных ошибок главного судью матча Николая Павлова из Чебоксар, за что на Бюро КДК было принято решение дисквалифицировать Слуцкого на полгода (до конца сезона). Павлов в качестве главного судьи матчей на профессиональном уровне больше не обслуживал.
После ухода из «Олимпии» полгода работал в любительской команде «Динамо» (станица Полтавская, Краснодарский край).

### «Уралан»
В 2001 году главный тренер элистинского «Уралана» Сергей Павлов предложил Слуцкому возглавить дублирующий состав команды, помогал ему тогда Сергей Волгин. В 2002 занял 3-е, а в 2003 — 2-е место в чемпионате среди дублей. В 2003 году, после вылета «Уралана» из высшего дивизиона, сменил на посту главного тренера клуба Игоря Шалимова. После расформирования «Уралана» Слуцкому предложили место главного тренера дубля «Москвы», с ним занял 1-е место в турнире дублёров в 2004 году.

### «Москва»
В июле 2005 года он сменил на посту главного тренера основной команды ФК «Москва» Валерия Петракова. При Слуцком в первом же матче команда обыграла московский «Спартак» — 3:1. В сезоне 2007 года клуб до последнего тура претендовал на первые в своей истории медали чемпионата и дошёл до финала Кубка страны. Этот результат стал лучшим в истории клуба. Однако ни 4-е место в итоговой таблице, ни право выступить в Кубке УЕФА не помешали руководству клуба по окончании чемпионата разорвать с тренером контракт, рассчитанный до 2010 года, что было решено ещё за несколько дней независимо от итогового результата.

### «Крылья Советов»
В ноябре 2007 года, после смены собственника и всего руководства в клубе «Крылья Советов», стало известно, что Слуцкий будет новым главным тренером команды, сменив на этом посту Александра Тарханова. 21 декабря Леонид Слуцкий подписал с «Крыльями» трёхлетний контракт и в первом же сезоне добился с ними 6-го места в чемпионате России и вывел волжан в еврокубки. В начале сезона 2009 года самарцы шли в группе лидеров, временно лидировали, но в 12-м туре был сыгран матч «Терек» — «Крылья Советов», закончившийся со счётом 3:2 в пользу грозненцев. Поползли слухи, что этот матч был договорным. С этого момента в коллективе начались трения, результаты команды резко ухудшились. Апогеем стал проигрыш по сумме двух матчей в квалификации Лиги Европы ирландскому «Сент-Патриксу». 9 октября 2009 года Слуцкий написал заявление об увольнении из «Крыльев» по собственному желанию. Оно было принято президентом клуба Игорем Завьяловым.

### ЦСКА
26 октября 2009 года был назначен главным тренером московского ЦСКА, контракт был подписан по схеме 3+2 года. Дебютировал в качестве главного тренера 30 октября — в рамках 27-го тура чемпионата России по футболу 2009 армейский клуб принимал «Терек» и одержал победу со счётом 1:0. Затем в Лиге чемпионов ЦСКА играл с «Манчестер Юнайтед» на «Олд Траффорд», игра закончилась ничьей 3:3. В чемпионате ЦСКА уступил 0:2 «Рубину», который вскоре оформил чемпионство; затем армейцы обыграли в дерби «Спартак» (3:2). В Лиге чемпионов в «Лужниках» армейцы одержали победу над «Вольфсбургом» со счётом 2:1. При Слуцком ЦСКА выиграл завершающие матчи обоих турниров — в чемпионате России был обыгран «Сатурн» со счётом 3:0, а в важнейшем матче 6-го тура Лиги чемпионов в Стамбуле был обыгран «Бешикташ» со счётом 2:1, это и проигрыш «Вольфсбурга» «Манчестер Юнайтед» позволили армейцам выйти в плей-офф турнира впервые в своей истории. А в чемпионате России ЦСКА в итоге занял пятое место.
В 1/8 финала Лиги чемпионов ЦСКА, сыграв дома вничью 1:1, сумел обыграть «Севилью» на выезде — 2:1 и вышел в 1/4 финала, где дважды проиграл «Интеру» со счётом 0:1.
В чемпионате России 2010 подопечные Слуцкого заняли 2-е место, а в следующем году — 3-е, пропустив вперёд ещё и «Спартак». 22 мая 2011 года ЦСКА завоевал свой шестой Кубок России, который стал первым трофеем Леонида Слуцкого.
В начале чемпионата России 2011/2012 ЦСКА выступал очень уверенно. После первого круга армейцы расположились на первом месте, обыграв попутно «Рубин» (2:0), «Локомотив» (3:1), «Зенит» (техническое поражение «Зенита» 0:3) и «Анжи» (3:0), уступив лишь однажды московскому «Спартаку» (0:1). Однако во втором круге невзрачная игра против «Рубина» (1:1), «Зенита» (0:2), «Динамо» (0:4) и «Анжи» (1:2) опустила ЦСКА на второе место, что породило разговоры об отставке Слуцкого.

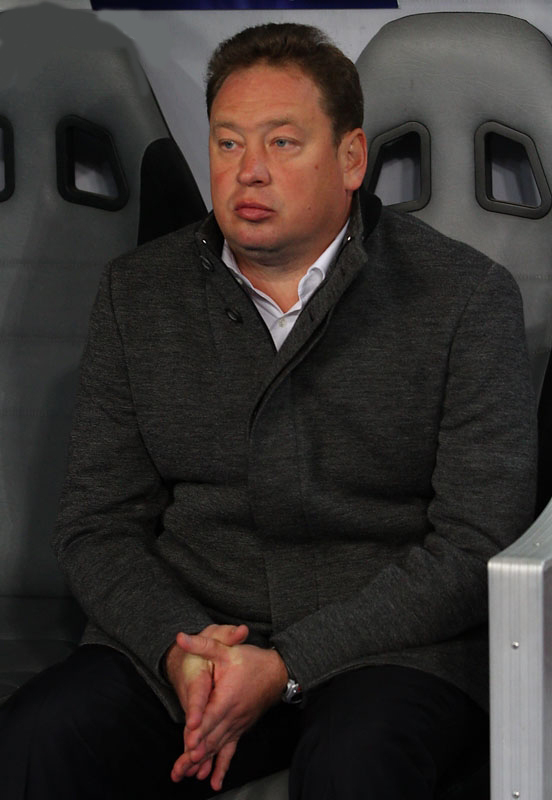
Слуцкий в 2012 году

В Лиге чемпионов ЦСКА сыграл вничью с французским «Лиллем» 2:2, уступая по ходу матча 0:2, позже в «Лужниках» проиграл «Интеру» 2:3. Первую победу армейцы отпраздновали, обыграв на своём поле турецкий «Трабзонспор» 3:0, однако в гостях команды не смогли распечатать ворота друг друга. В важнейшем матче против «Лилля» армейский коллектив потерпел поражение 0:2, что снизило шансы на плей-офф до минимума, однако победа на «Сан-Сиро» над «Интером» 2:1, а также ничья «Лилля» и «Трабзонспора» вывела ЦСКА в плей-офф. В плей-офф ЦСКА противостоял мадридский «Реал», московский клуб уступил испанскому гранду со счётом 2:5 по сумме двух матчей, показывая довольно достойную игру. Но в весеннем отрезке чемпионата России 2011/2012 ЦСКА выступал ещё менее удачно, выиграв из одиннадцати матчей лишь три (два у московского «Спартака» и один у «Локомотива»). Это вызвало недовольство болельщиков и новые слухи об отставке тренера. По итогам сезона ЦСКА занял третье место, не попав в Лигу чемпионов, а Леонид Слуцкий подал заявление об уходе. Однако руководство ЦСКА решило оставить Слуцкого главным тренером до окончания контракта в ноябре 2012 года.
В ноябре 2012 года контракт тренера с ЦСКА был автоматически продлён на 2 года согласно изначальным пунктам «3+2». Новый сезон для ЦСКА начался плохо. Команда неожиданно вылетела из Лиги Европы, после гостевой победы проиграв шведскому АИК. Однако это помогло команде сконцентрироваться на играх чемпионата и Кубка, клуб сумел воспользоваться проблемами конкурентов, создал задел, который сумел сохранить до конца сезона. 18 мая 2013 года, за тур до конца первенства, ЦСКА под руководством Слуцкого стал чемпионом России. 1 июня 2013 года ЦСКА стал обладателем золотого дубля, обыграв махачкалинский «Анжи» в финале кубка. По итогам сезона Слуцкий был признан РФС тренером года.
13 июля 2013 года ЦСКА в матче за Суперкубок со счётом 3:0 обыграл «Зенит». После этой победы Слуцкий стал пятым тренером в истории РФПЛ, которому удавалось выиграть все национальные трофеи (до этого подобного результата добивались Юрий Сёмин, Валерий Газзаев, Лучано Спаллетти и Курбан Бердыев).
Новый сезон команда Слуцкого начала достаточно удачно — выиграли шесть матчей, а два сыграв вничью, однако затем последовала крупное поражение от «Спартака» (0:3), после этого ЦСКА на протяжении четырёх матчей не мог не только победить, но и распечатать ворота соперников. После первого круга чемпионата армейцы занимали 4-е место. Неудовлетворительно клуб выступил и в Лиге чемпионов, уступив в пяти матчах из шести, и одержав лишь одну победу, одолев чешскую «Викторию».
Однако после перерыва игра ЦСКА улучшилась — уступив в первом матче весны «Динамо», команда выдала девятиматчевую победную серию и за тур до конца чемпионата вернулась на вершину турнирной таблицы. В заключительном, 30-м туре ЦСКА противостоял московский «Локомотив», также претендующий на чемпионство. ЦСКА удалось одержать победу с минимальным счётом 1:0 и второй год подряд стать чемпионом, а форвард Сейду Думбия во второй раз в карьере стал лучшим бомбардиром чемпионата России.
26 июля 2014 года ЦСКА вновь выиграл суперкубок, одержав волевую победу над «Ростовом». Однако следующий сезон сложился для команды менее удачно: она не смогла во второй раз подряд отстоять чемпионский титул, на стадии полуфинала вылетела из Кубка России (уступив «Кубани»). Неудачным получилось и выступление в Лиге чемпионов: ЦСКА вновь занял последнее место в группе с «Баварией», «Манчестер Сити» и «Ромой», хотя и до последнего тура боролась за место в плей-офф еврокубков. Особенно запоминающимися получилось матчи с «Манчестер Сити»: дома подопечным Слуцкого удалось вырвать у чемпионов Англии ничью, а на выезде добиться победы со счётом 2:1 благодаря дублю Думбия.
24 июля 2015 года состоялся матч «Крылья Советов» — ЦСКА, который стал 300-м для Слуцкого в Премьер-лиге. На старте нового сезона ЦСКА выдал 14-ти матчевую беспроигрышную серию в чемпионате России, что позволило команде расположиться на первом месте в турнирной таблице. Помимо этого были преодолены две стадии Кубка России. Однако осенью у команды начался спад и она потерпела несколько поражений, что не помешало ЦСКА сохранить лидирующие позиции в чемпионате. При этом выступление в Лиге чемпионов вновь закончилось неудачей: в квалификационных раундах ЦСКА поочерёдно выбил из турнира чешскую «Спарту» и португальский «Спортинг», но в групповом этапе вновь занял последнее место в группе, одержав лишь одну победу над ПСВ (кроме голландцев соперниками армейцев были «Манчестер Юнайтед» и «Вольфсбург»).
21 мая 2016 года ЦСКА благодаря голу Алана Дзагоева со счётом 1:0 обыграл казанский «Рубин» и выиграл третий под руководством Слуцкого чемпионский титул, лишь на два очка опередив сенсационно ставший вторым «Ростов». Тремя неделями раньше 2 мая в финале Кубка России ЦСКА проиграл «Зениту» 1:4.
Новый сезон под руководством Слуцкого складывался для ЦСКА неудачно: в матче открытия сезона ЦСКА уступил со счётом 0:1 «Зениту» в матче за Суперкубок России, а к концу года команда шла лишь на 3-м месте в чемпионате России, на ранней стадии вылетела из Кубка России и вновь провалилась в Лиге чемпионов (заняв в группе 4-е место и не одержав ни одной победы). Эти неудачи вызвали слухи о возможном уходе тренера из команды. 6 декабря 2016 года было объявлено об уходе Слуцкого из клуба по собственному желанию после матча 6-го тура группового этапа Лиги чемпионов против «Тоттенхэма» (1:3), состоявшегося на следующий день.

### Сборная России

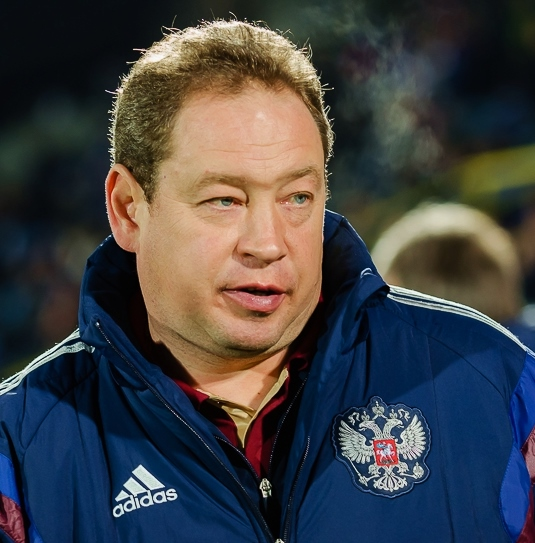
Леонид Слуцкий во время матча сборной России против сборной Хорватии. (2015 год)

7 августа 2015 года Слуцкий был назначен на пост главного тренера сборной России до окончания отборочного турнира Евро-2016, оставаясь при этом главным тренером ЦСКА. В первом матче под руководством Слуцкого 5 сентября 2015 года сборная России обыграла команду Швеции со счётом 1:0 в отборочном турнире Евро-2016. Во втором отборочном матче 8 сентября сборная России обыграла команду Лихтенштейна с разгромным счётом 7:0, повторив рекорд результативности 1995 года. В октябре сборная России одержала ещё две победы: над командами Молдавии со счётом 2:1 и Черногории со счётом 2:0. Благодаря этим результатам сборная заняла второе место в группе и вышла в финальную часть Евро-2016, а Слуцкий продолжил совмещать посты в ЦСКА и сборной до конца финальной стадии Евро.
В ноябре сборная России провела два товарищеских матча со сборными Португалии, завершившийся победой россиян со счётом 1:0, и Хорватии, в котором состоялось первое поражение сборной под руководством Слуцкого (хорваты одержали победу со счётом 3:1).
26 марта 2016 года сборная одержала домашнюю победу со счётом 3:0 в товарищеском матче над командой Литвы, а 29 марта уступила на выезде хозяйке предстоящего чемпионата Европы команде Франции со счётом 2:4. Последними матчами перед началом чемпионата Европы стали товарищеские поединки с Чехией (1:2) и Сербией (1:1) в июне.
На Евро-2016 сборная России попала в одну группу с Англией, Словакией и Уэльсом. 11 июня в первом матче сборная сыграла вничью с Англией со счётом 1:1. 15 июня проиграла Словакии со счётом 1:2. Слуцкий назвал причиной поражения потерю концентрации. 20 июня решающая игра со сборной Уэльса окончилась со счётом 0:3, причём два мяча были пропущены в течение первых 20 минут матча. В итоге сборная России заняла последнее место в группе В.
Леонид Слуцкий принёс болельщикам свои извинения за провал сборной на Евро-2016. 30 июня 2016 года Слуцкий покинул пост главного тренера сборной России.

### «Халл Сити»
Зимой 2016/17 Слуцкий при поддержке российского бизнесмена, владельца «Челси» Романа Абрамовича стал жить в Лондоне. Тренер поставил перед собой цели выучить английский язык и получить работу в клубе Премьер-лиги или Чемпионшипа. В начале июня 2017 года в британских СМИ появилась информация, что Слуцкий возглавит клуб «Халл Сити», вылетевший в прошедшем сезоне из Премьер-лиги в Чемпионшип. 9 июня «Халл Сити» объявил о назначении Слуцкого главным тренером. Перед ним была поставлена задача вернуть команду в премьер-лигу.
5 августа 2017 года «Халл Сити» провёл первый матч под руководством Слуцкого, сыграв на выезде вничью 1:1 с «Астон Виллой». Однако уже 3 декабря 2017 года контракт тренера с клубом был расторгнут. К этому времени «Халл» набрал 19 очков и занимал 20-е место из 24 возможных. За это время команда одержала 4 победы и потерпела 9 поражений.

### «Витесс»
9 марта 2018 года технический директор нидерландского клуба «Витесс» Марк ван Хинтум подтвердил изданию De Telegraaf, что достигнута принципиальная договоренность со Слуцким, который будет представлен команде, как только получит разрешение на работу в Нидерландах. Слуцкий приступит к работе в «Витессе» по окончании сезона 2017/18, он станет первым российским тренером в чемпионате Нидерландов. В клуб Слуцкого пригласил владелец команды — российский предприниматель Александр Чигиринский, также отмечается тесное партнёрство «Витесса» и «Челси». 12 марта 2018 года Слуцкий подписал контракт с клубом. Соглашение вступит в силу летом и рассчитано на два года.
27 мая 2018 года пресс-служба клуба сообщила, что Слуцкий и его помощник Олег Яровинский получили разрешение на работу в Нидерландах. Слуцкий провёл первую тренировку в «Витессе» 24 июня 2018 года. 26 июля 2018 года клуб провёл первый матч под руководством Слуцкого с «Вииторулом» во втором раунде квалификации Лиги Европы и сыграл вничью 2:2.
В феврале 2019 Слуцкий подвергся серьёзной критике в свой адрес после неудачных выступлений клуба, когда из четырёх матчей «Витесс» проиграл три и один завершил вничью. По итогам сезона «Витесс» занял 5-е место в чемпионате и вышел в плей-офф за право выхода в Лигу Европы, но проиграл «Утрехту» в финальном матче. Слуцкий подал в отставку 30 ноября 2019 года после поражения в матче с «Херенвеном» (2:3), которое стало для «Витесса» пятым подряд, несмотря на то, что в начале сезона «Витесс» шёл в группе лидеров.

### «Рубин»
19 декабря 2019 года Слуцкий официально возглавил «Рубин». На момент прихода Слуцкого «Рубин» занимал 13-е место в турнирной таблице, имея в своём активе 19 очков после 19 матчей. По информации источников, контракт заключён на пятилетний период. В штаб Слуцкого вошли тренер Олег Кузьмин, тренер вратарей Сергей Козко и тренер по физической подготовке Хавьер Нойя Сальсес, ранее работавшие в клубе с Курбаном Бердыевым и Романом Шароновым. До конца сезона под руководством Слуцкого «Рубин» провёл десять матчей, завершив сезон на 10-м месте в турнирной таблице.
В сезоне 2020/2021 «Рубин» занял 4-е место в чемпионате России, пробившись в новый еврокубковый турнир — Лигу конференций. При этом, по ходу сезона команда дважды победила действующего чемпиона страны «Зенит», а также бывшую команду Слуцкого ЦСКА, чего не удалось ни одной другой команде Премьер-лиги.
14 марта 2022 года поражение в домашнем матче против «Ростова» оказалось для Леонида Слуцкого сотым в чемпионате России. Сезон сложился для «Рубина» крайне неудачно: 21 мая 2022 года подопечные Слуцкого потерпели поражение от «Уфы» со счётом 1:2, не забив пенальти в дополнительное время, и, финишировав на 15-м месте в турнирной таблице, вылетели из Премьер-лиги. Несмотря на это, генеральный директор казанского клуба Рустем Сайманов сообщил, что Слуцкий продолжит работать с командой.
15 ноября 2022 года Леонид Слуцкий покинул пост главного тренера казанского «Рубина». Согласно сообщению пресс-службы тренер попрощался с командой, а также поблагодарил болельщиков и руководство клуба. В последнем матче на посту главного тренера «Рубина» (13 ноября дома с «Енисеем» — 0:0) Слуцкий был удалён на 86-й минуте за нецензурную брань в адрес арбитра, за что 16 ноября КДК РФС вынес решение о дисквалификации Слуцкого на три матча под эгидой РФС (два матча за оскорбление судьи и один — за красную карточку), в матчах «Рубина» в премьер-лиге Слуцкий неоднократно получал красные карточки за споры с арбитрами.
После ухода из «Рубина» стал проявлять повышенную медиа-активность, участвуя в различных шоу на YouTube, в качестве как гостя, так и ведущего. Вёл шоу с Артёмом Дзюбой, получившее неоднозначные оценки из-за обилия нецензурной лексики, также ведёт проект «Коммент.Тренер» и является одним из ведущих передачи «Коммент. Превью». В сентябре 2023 года Слуцкий, являясь членом комитета сборных команд РФС, комитетом по этике РФС был оштрафован на 100 тысяч рублей и отстранён от любой связанной с футболом деятельности на один год условно за поведение, не соответствующее требованиям статьи 8 регламента РФС по этике, имевшее место 14 августа в программе «Коммент.Шоу» (оскорбление журналиста «РБ Спорт»).
Известна привычка Слуцкого раскачиваться на тренерской скамейке во время матчей. По словам тренера, это помогает ему справляться со стрессом. В СМИ отмечалось сходство с Валерием Лобановским, который раскачивался подобным образом.

### «Шанхай Шэньхуа»
27 декабря 2023 года китайский клуб «Шанхай Шэньхуа» объявил о назначении 52-летнего Слуцкого на должность главного тренера команды. Он официально возглавил клуб с 1 января 2024 года. 25 февраля 2024 года в первом официальном матче под руководством Слуцкого «Шанхай Шэньхуа» выиграл Суперкубок Китая, со счётом 1:0 одолев действующего чемпиона «Шанхай Порт».
После этого «Шанхай Шэньхуа» под руководством Слуцкого выдал лучший старт чемпионата в своей истории, победив в пяти турах подряд. В марте 2024 года Слуцкий стал лучшим тренером месяца. По итогам первого же сезона со Слуцким «Шанхай Шэньхуа» занял второе место в Суперлиге Китая, отстав всего на одно очко от «Шанхай Порт». Всего в сезоне команда Слуцкого одержала 24 победы, 5 раз сыграла в ничью и потерпела одно поражение.
7 февраля 2025 года во второй раз под руководством Слуцкого «Шанхай Шэньхуа» выиграл Суперкубок Китая, забив два гола в дополнительное время и обыграв 3:2 «Шанхай Порт».
В феврале 2025 года впервые в истории вывел «Шанхай Шэньхуа» в плей-офф Лиги чемпионов АФК: благодаря собственной победе в последнем туре группового этапа над чемпионом Японии «Виссел Кобе», поражению южнокорейского «Пхохан Стилерс» и невыходу на матч «Шаньдун Тайшань», команда Слуцкого сенсационно обеспечила себе место в топ-8 группы.

## Достижения

### Командные
ЦСКА (Москва)
- Чемпион России (3): 2012/13, 2013/14, 2015/16
- Обладатель Кубка России (2): 2010/11, 2012/13
- Обладатель Суперкубка России (2): 2013, 2014

«Шанхай Шэньхуа»
- Обладатель Суперкубка Китая (2): 2024, 2025

### Личные
- Заслуженный тренер России (2013 год)[86].
- Лучший тренер года по версии РФС (3): 2012/13, 2013/14, 2015/16[87][88].
- Лучший тренер года РПЛ по версии Transfermarkt: 2020/21[89].
- Медаль «100 лет образования Татарской Автономной Советской Социалистической Республики» (2021 год)[90].

## Тренерская статистика
| Команда        | Начало работы   | Окончание работы | Результаты | Результаты | Результаты | Результаты | Результаты | Результаты | Результаты | Результаты |
| Команда        | Начало работы   | Окончание работы | И          | В          | Н          | П          | ГЗ         | ГП         | РМ         | В %        |
| -------------- | --------------- | ---------------- | ---------- | ---------- | ---------- | ---------- | ---------- | ---------- | ---------- | ---------- |
| Олимпия        | 1 января 2000   | 23 февраля 2001* | 17         | 7          | 3          | 7          | 28         | 25         | +3         | 041,18     |
| Уралан         | 6 ноября 2003   | 12 июля 2004     | 24         | 6          | 5          | 13         | 25         | 34         | −9         | 025,00     |
| Москва         | 14 июля 2005    | 12 ноября 2007   | 95         | 44         | 26         | 25         | 132        | 109        | +23        | 046,32     |
| Крылья Советов | 21 декабря 2007 | 9 октября 2009   | 59         | 22         | 18         | 19         | 76         | 66         | +10        | 037,29     |
| ЦСКА           | 26 октября 2009 | 8 декабря 2016   | 302        | 169        | 59         | 74         | 494        | 297        | +197       | 055,96     |
| Сборная России | 7 августа 2015  | 30 июня 2016     | 13         | 6          | 2          | 5          | 23         | 17         | +6         | 046,15     |
| Халл Сити      | 9 июня 2017     | 3 декабря 2017   | 21         | 4          | 7          | 10         | 34         | 39         | −5         | 019,05     |
| Витесс         | 1 июля 2018     | 30 ноября 2019   | 62         | 27         | 15         | 20         | 114        | 90         | +24        | 043,55     |
| Рубин          | 19 декабря 2019 | 15 ноября 2022   | 96         | 38         | 22         | 36         | 122        | 127        | −5         | 039,58     |
| Шанхай Шэньхуа | 27 декабря 2023 | н. в.            | 64         | 47         | 8          | 9          | 143        | 63         | +80        | 073,44     |
| Всего          | Всего           | Всего            | 753        | 370        | 165        | 218        | 1191       | 867        | +324       | 049,14     |

* — формально не руководил командой с 11 июля 2000 года, так как был дисквалифицирован до конца сезона за удар судьи.